# Florentino Castro Guisasola
Florentino Castro Guisasola (Oviedo, 1 de agosto de 1893 - Almería, 8 de diciembre de 1945), historiador y filólogo nacido en Oviedo, España, y afincado en Almería como catedrático de Latín.

## Biografía
Florentino Castro Guisasola nació en la ciudad de Oviedo (Asturias) el 1 de agosto de 1893. Realizó estudios en distintos seminarios, un curso de Humanidades en el Seminario de Toledo, donde permaneció un año, dos cursos en el de Valladolid y seis en la Universidad Pontificia Comillas. Termina el Bachillerato en León en junio de 1912 y marcha a Oviedo donde realiza dos cursos de Derecho en 1913. En Madrid estudia Filosofía y Letras desde 1914 hasta 1918. En 1920 obtiene por oposición una cátedra de Lengua Latina, siendo destinado al Instituto de Enseñanza Media de Almería como profesor de Latín. Fue su secretario y director hasta su muerte el 8 de diciembre de 1945. Tras la guerra civil española, fue confirmado y ascendido en 1940, pasando a ser catedrático, Quinta categoría, cobrando un sueldo anual de 13.200 pesetas.
Sus trabajos sobre La Celestina y El Libro de Buen Amor merecieron el reconocimiento de autores como Dámaso Alonso y Alan Deyermond. Castro Guisasola encuentra fuentes directas de dos usos de la metáfora (amor fuego) en Celestina en De remediis utriusque fortuna, de Petrarca y en la canción “Cuidado nuevo venido”, de Juan Rodríguez de la Cámara.
En Almería dedicó sus esfuerzos a la investigación científica, de la arqueología, la historia, o las tradiciones almerienses. En 1930 publicó “El esplendor de Almería en el siglo XI”. Dirigió y financió la “Biblioteca de autores almerienses”, aunque sólo fueron publicados los dos primeros tomos. En dicha colección se publicó una Antología de poetas almerienses del siglo XIX, con anotaciones bio-bibliográficas, en 1935. Desde 1930 hasta 1936 publicaría en el diario “La Independencia” numerosos artículos divulgativos de la historia y la cultura almerienses. Reunió un importante fichero durante estas investigaciones que luego utilizaría para la redacción de sus artículos, algunos de los cuales nunca se publicaron. Parte de este fichero permanece inédito.
Su estudio sobre los juegos y canciones de Almería reveló las relaciones de éstos con los juegos del pasado griego y romano, o los moriscos y cristianos del siglo XVI:
1. Algún signo de nuestra “rayuela” ya aparece en las encontradas del neolítico, de las culturas de “Almería” o del “Argar”.
2. Que juegos como el triquitrán, la cerilla encendida, la rayuela, el trompo y el boli ya los jugaban los niños de Grecia y Roma.
3. Algunos escritores de los siglos XVI y XVII recogen muchos de estos juegos que ya entretenían a los niños moriscos y cristianos viejos. Su estudio está cotejado con los de Cejador, Llorca, o las citas de Fernán Caballero, el Padre Coloma o Armando Palacio Valdés.

”Don Florentino ha sido el investigador que con más rigor científico y con una dedicación total ha estudiado los temas de historia y costumbres almerienses”. Padre Tapia

## Obras

### Libros
- “El Infierno en la literatura latina”. Conferencia, Almería, 1922
- “Observaciones sobre las fuentes literarias de La Celestina”. Tesis doctoral. Anejo V de la Revista de Filología Española, Madrid, 1924; 2.ª ed. 1973
- “Cesio Baso: De los metros (latinos)”. Almería, 1924; Ediciones Clásicas, 1.ª edición, Madrid, junio de 1997, ISBN 84-7882-294-1, 72 págs.
- “Primer curso de Lengua Latina”. Dos volúmenes, Almería, 1932
- “Segundo curso de Lengua Latina”. Dos volúmenes, Almería, 1932
- Don Juan Antonio de Benavides. “Nuestra Señora del Mar y Conquista de Almería”. Biblioteca Almeriense. Almería, 1934
- “Antología de poetas almerienses con indicaciones bio-bibliográficas”. Biblioteca Almeriense. Almería, 1935
- “El enigma del Vascuence ante las lenguas indoeuropeas”, Consejo Superior de Investigaciones Científicas. Patronato “Menéndez y Pelayo”, Instituto “Antonio de Nebrija””. Revista de Filología Española, anejo XXX. Madrid, S. Aguirre, 1944, 289 págs.[4]
- “Canciones y juegos de los niños de Almería”, presentación y estudio de José Ángel Tapia Garrido. Ed. Caja de Ahorros de Almería, 1ª ed. Vitoria, 1973; 2.ª ed. Ed. Cajal, B.T.A. 10, Almería, 1985, Dep. Legal AL-261-1985, ISBN 84-85219-61-9
- “La Alpujarra Almeriense”
- “Los pueblos de Almería cantados por sus poetas”
- “Diccionario etimológico del vascuence” (inacabado)
- “El cantar de la conquista de Almería por Alfonso VII”, estudio realizado sobre el “Poema de Almería” sacado de la Crónica del Emperador Alfonso VII, Almería, 1992, pp. 71-91

#### Recopilaciones de artículos periodísticos
- “Almería Turística (Almería artística y monumental)”, 1930
- “De Arqueología Almeriense. La Mezquita Mayor y la Catedral Antigua de Almería”, 1935
- “El esplendor de Almería en el siglo XI”. Almería, 1930. Ed. Cajal (B.T.A.), 1.ª edición, marzo 1974(edición facsímil de la 1.ª ed. de 1930, “Vulgarizaciones” histórico-literarias publicadas en el diario “La Independencia”), Dep. Legal AL-62-1974, ISBN 84-300-6030-8; ed. Instituto de Estudios Almerienses, Almería, 2003, 192 págs. Dep. Legal AL-372-2003, ISBN 84-95531-18-6[5]

### Artículos publicados

#### Publicado en la “Revista de la Sociedad de Estudios Almerienses”
- Leyenda latina sobre el amor. (Vulgarización del mito de Psique y Cupido). 1922

#### Publicados en el periódico almeriense “La Independencia”
- Divulgaciones literarias. Almería en el Romancero. 16 y 19 de octubre de 1930
- La catedral antigua. 4 y 6 de diciembre de 1930
- Menudencias históricas. ¿En qué día tuvo lugar la Reconquista de Almería? 26 de diciembre de 1931
- En torno a un poeta arábigo almeriense. Mohamad ben Saudat. 2 de abril de 1932
- Literatas almerienses musulmanas. 1932
- Literaria. El guardián del Obispo de Piedra. 7 de abril de 1932
- Los terremotos de la provincia de Almería. Del 6 al 13 de abril de 1932
- Arriesgada empresa de un capitán de Almería. 18 y 23 de octubre de 1932
- La cabalgada de Inox. 1932
- Del momento. La Reconquista de Almería. 25 de diciembre de 1932
- La antigüedad de Almería. Seis artículos publicados del 1 al 14 de enero de 1933
- Aben Játima. 1 de febrero de 1933
- Abulbercat Aben Alhachí. 2 de febrero de 1933
- Exploraciones arqueológicas en Almería. Un paseo sobre las ruinas de Mourgis. Febrero de 1933
- Exploraciones arqueológicas en Almería. Descubrimiento de un poblado ibérico en los Llanos de Dalías. Febrero de 1933
- Exploraciones arqueológicas en Almería. En busca d la ibérica Urci. 25 de febrero de 1933
- Exploraciones arqueológicas en Almería. El templo fenicio de Cabo de Gata. Dos artículos. Febrero de 1933
- Nuevas piedras tumulares de Almería. 11 de marzo de 1933
- Notas sobre la historiografía almeriense. Trabajo leído en una velada de los Estudiantes Católicos y publicado el 15 y 16 de marzo de 1933
- Maltrapillo. ¿El renegado de ese nombre, amigo de Cervantes, era natural de Vera? 23 de abril de 1933
- El hospital actual y el antiguo. Mayo de 1933
- El Cuartel de la Misericordia. 10 de mayo de 1933
- Del pasado almeriense. Una estampa milagrosa del antiguo convento de San Francisco de Almería. 14 y 16 de mayo de 1933
- Del pasado almeriense. Los Coloraos. 20 y 23 de agosto de 1933
- Necrología. Un almeriense ilustre recién fallecido. 7 de septiembre de 1933
- Del pasado almeriense. Tal día como hoy. 19 de septiembre de 1933
- Nuestra Señora del Mar y Conquista de Almería. Dos artículos distintos con el mismo título, publicados el 10 de octubre y el 21 de diciembre de 1933
- Almería en las guerras civiles de Granada. Conferencia publicada el 28, 29 y 31 de octubre de 1933
- Nueva visita al mihrab de la mezquita mayor almeriense. 4 y 5 de noviembre de 1933
- Una inscripción en la mezquita mayor de Almería. 8 de diciembre de 1933
- De erudición literaria. La labor de dos almerienses. 13 y 17 de diciembre de 1933
- De literatura almeriense. “Nuestra Señora del Mar y Conquista de Almería”. 20 de diciembre de 1933
- Villancicos almerienses. 23 y 25 de diciembre de 1933
- Figuras de la Reconquista de Almería. 26 de diciembre de 1933
- De literatura almeriense. El dramaturgo D. Juan Antonio de Benavides. 14 de enero de 1934
- Bibliografía. Elogio de Almería por un literato del siglo XIII. 8 de marzo de 1934
- Del momento. La festividad del día. 15 de mayo de 1934
- Del pasado almeriense. Un luctuoso centenario. 17 y 20 de junio de 1934
- Investigaciones arqueológicas en la provincia de Almería. 29 y 30 de agosto de 1934
- Del pasado almeriense. Un anochecido junto a Gádor. 1 de septiembre de 1934
- Bibliografía. El poeta Molina Valero notable dramaturgo de la provincia de Almería. 12 de septiembre de 1934
- De la historia almeriense. Los mártires de la Libertad. 22 y 28 de septiembre de 1934
- Don Gutierre Márquez de Careaga. Tres artículos publicados del 16 al 19 de febrero de 1935
- De arqueología almeriense. La mezquita mayor y catedral antigua de Almería. 1935
- La destrucción de la Mezquita Mayor de Almería. 1 de marzo de 1935
- El terremoto de 1522. 2 de marzo de 1935
- Concesiones reales para la restauración de Almería. 3 de marzo de 1935
- Barrio judío. Dos artículos publicados el 27 y 28 de marzo de 1935
- El castillo de Lubrín en 1309. Abril de 1935
- Santos propios de la ciudad de Almería. 1 de noviembre de 1935
- Una lápida romana de Berja. 21 de noviembre de 1935

#### Publicado en Yugo
- Una cuestión interesante. ¿Es Almería la diócesis más antigua de España?

### Artículos inéditos
- Del pasado almeriense. Una división de Almería en el siglo XV
- Minucias literarias. Almería bajo los árabes
- Almería en tiempos romanos. Una división territorial de España
- Urci según los testimonios antiguos

### En Internet
- “Barrio Judío” Cordel de Extraviados nº 2 Año 2002, que reproduce dos artículos publicados por el diario “La Independencia” los días 27 y 28 de marzo de 1935

## Homenajes
- “La labor investigadora de Florentino Castro Guisasola. Un almeriense de adopción”, de Carmen del Águila Castro, María Isabel del Águila Castro y Vicente Megía Espal, Almería, Instituto de Estudios Almerienses, Departamento de Arte y Literatura, 1991, 158 págs., Dep. Legal AL.120-1992, ISBN 84-86862-78-7[6]